# 参钻光鱼
参钻光鱼（学名：Triplophls hemingi）为钻光鱼科三钻光鱼属的鱼类。分布于台湾岛等。